# Hiperkompleksno število
Hiperkompleksno število je element algebre nad obsegom realnih ali kompleksnih števil. Med hiperkompleksna števila so včasih prištevali kvaternione, bikompleksna števila (tesarine), kokvaternione, bikvaternione in oktonione. Pojem hiperkompleksnega števila pokriva vse naštete vrste števil. 

## Definicija
Hiperkompleksna števila so definirana kot končno razsežna algebra nad realnimi števili tako, da je algebra unitarna in distributivna (ni nujno, da je tudi asociativna). Elementi so zgrajeni z realnimi koeficienti {\displaystyle (a_{0},\dots ,a_{n})\,} z bazo {\displaystyle {1,i_{1},\dots ,i_{n}}\,}. Primerno je, da normaliziramo bazo tako, da velja {\displaystyle i_{k}^{2}\in \{-1,0,+1\}}. Osnovni primer uporabe hiperkompleksnih števil ima razsežnost  2 . Višje razsežnosti se dobijo kot Cliffordove ali algebraične vsote drugih algeber.  

## Dvorazsežne realne algebre
Znane so samo tri dvorazsežne algebre nad realnimi števili: običajna kompleksna števila, hiperbolična kompleksna števila in dualna števila

## Večrazsežne algebre
Cliffordova algebra je unitarna in asociativna algebra nad vektorskim prostorom, ki vsebuje tudi kvadratno formo. To je enakovredno možnosti definiranja skalarnega produkta, ki lahko ortogonalizira kvadratno formo, da dobimo množico baznih vektorjev {\displaystyle {e_{1},\dots ,e_{k}}\,} tako, da velja 
{\displaystyle {\tfrac {1}{2}}(e_{i}e_{j}+e_{j}e_{i})={\Bigg \{}{\begin{matrix}-1,0,+1&i=j,\\0&i\not =j\end{matrix}}}
Cliffordove algebre označujemo s {\displaystyle Cl_{p,q}(R)\,}, kjer p pomeni elemente baze z {\displaystyle e_{i}^{2}=+1\,} ter q   je {\displaystyle e_{i}^{2}=-1\,}, oznaka R pomeni, da imamo Cliffordovo algebro nad realnimi števili.
Primeri: 
- {\displaystyle Cl_{0,1}(R)\,} pomeni običajna kompleksna števila
- {\displaystyle Cl_{1,0}(R)\,} pomeni hiperbolična kompleksna števila
- {\displaystyle Cl_{0,2}(R)\,} pomeni kvaternione
- {\displaystyle Cl_{0,3}(R)\,} Cliffordove bikvaternione
- {\displaystyle Cl_{1,1}(R)\approx Cl_{2,0}(R)\,} kokvaternione (to je naravna algebra 2-razsežnega prostora)
- {\displaystyle Cl_{3,0}(R)\,} naravna algebra 3-razsežnega prostora
- {\displaystyle Cl_{1,3}(R)\,} algebra prostor-časa

### Tenzorski produkt
Tenzorski produkt poljubnih algeber je druga algebra, s pomočjo katere lahko kreiramo še več sistemov hiperkompleksnih števil. 
Tenzorski produkt s kompleksnimi števili nam da 4-razsežne tesarine {\displaystyle \mathbb {C} \otimes \mathbb {C} }, 8-razsežne bikvaternione dobimo s tenzorskim produktom {\displaystyle \mathbb {C} \otimes \mathbb {H} } 
in 16-razsežne oktonione dobimo s tenzorskim produktom {\displaystyle \mathbb {C} \otimes \mathbb {O} }.

### Ostali primeri
- bikompleksna števila 4-razsežni vektorski prostor nad realnimi števili
- multikomplesna števila 2(n-1)-razsežni vektorski prostor nad kompleksnimi števili
- trokompleksna števila 3-razsežni vektorski prostor nad realnimi števili.

## Zgodovina
Hiperkompleksna števila obsegajo vso zgoraj našteta števila. Poskušalo se je urediti sistem vseh teh števil že v letu 1872, ko je ameriški matematik Benjamin Peirce (1809 – 1880) objavil svoje delo Linear Associative Algebra. Nemška matematika Adolf Hurwitz (1859 – 1919) in Ferdinand Georg Frobenius (1849 – 1917) sta dokazala dva izreka (Hurwitzov izrek in Frobeniusov izrek), s katerima sta postavila omejitve hiperkompleksnosti.
V letu 1929 je o hiperkompleksnih številih pisala tudi nemška matematičarka Emmy Noether ( 1882 – 1935) na Kolidžu Bryn Mawr v Pensilvaniji (ZDA) v kraju Brin Mawr. Tudi v delu o moderni algebri je nizozemski matematik Bartel Leendert van der Waerden (1903 – 1996) posvetil hiperkompleksnim številom večje število strani v svoji knjigi Zgodovina algebre (History of Algebra).